# Bitwa pod Bratysławą
Bitwa pod Bratysławą – starcie zbrojne, które miało miejsce w dniach 4–5 lipca 907 pomiędzy armią bawarską a siłami węgierskimi. Bitwa zakończyła się zwycięstwem Węgrów.
Po początkowych sukcesach w walkach z Węgrami (bitwa nad rzeką Fischa w 901), kilka lat później w 907 hrabia Luitpold Bawarski zebrał swoje wojska w twierdzy granicznej Ennsburg, skąd zamierzał uderzyć na ziemie należące do Arpada. Trzy zgrupowania wojsk bawarskich wkroczyły na terytorium przeciwnika, gdzie zostały okrążone w rejonie Bratysławy (Pressburga) i poniosły druzgocącą klęskę. W bitwie śmierć ponieśli Luitpold, trzech biskupów i 19 hrabiów, a także większa część najlepszego bawarskiego rycerstwa. Zwycięstwo na Luitpoldem umożliwiło Węgrom zajęcie ziem Marchii Orientalis do roku 955. Zagrożenie ze strony węgierskiej ustało dopiero za rządów Ottona I Wielkiego.